# Карню, Жорж
Жорж Карню (фр. Georges Carnus; род. 13 августа 1942, Жиньяк-ла-Нерт) — французский футболист, вратарь. Дважды признавался французским футболистом года.

## Клубная карьера
В профессиональном футболе дебютировал в 1959 году выступлениями за команду клуба «Экс-ан-Прованс», в котором провёл два сезона.
Своей игрой за эту команду привлёк внимание представителей тренерского штаба клуба «Стад Франсе», к составу которого присоединился в 1961 году. Сыграл за парижскую команду следующие шесть сезонов своей игровой карьеры. Большую часть времени, проведённого в составе «Стад Франсе», был основным голкипером команды.
В 1967 году заключил контракт с «Сент-Этьеном», в составе которого провёл следующие четыре года своей карьеры. Играя в составе «Сент-Этьена» также выходил на поле в основном составе команды. В составе «Сент-Этьена» три раз подряд становился чемпионом Франции. Надёжность вратаря была отмечена в опросе France Football, согласно которому Карню дважды признавался лучшим французским футболистом года в 1970 и 1971 годах.
В 1971 году перешёл в клуб «Олимпик Марсель», за который отыграл 2 сезона. Тренерским штабом нового клуба также рассматривался как игрок «основы». В составе «Марселя» завоевал титул чемпиона Франции, также становился обладателем Кубка Франции. Завершил профессиональную карьеру футболиста в 1973 году.

## Карьера за сборную
В 1963 году дебютировал за сборную Франции. На протяжении карьеры в национальной команде, которая длилась 10 лет, провёл в форме главной команды страны 36 матчей.
В составе сборной был участником чемпионата мира 1966 в Англии.

## Достижения
- Чемпион Франции:
  - «Сент-Этьен»: 1967/68, 1968/69, 1969/70
  - «Олимпик Марсель»: 1971/72
- Обладатель Кубка Франции:
  - «Сент-Этьен»: 1967/68, 1969/70
  - «Олимпик Марсель»: 1971/72
- Обладатель Суперкубка Франции: 1965
  - «Сент-Этьен»: 1968, 1969
  - «Олимпик Марсель»: 1971

### Индивидуальные
- Футболист года во Франции: 1970, 1971.